# Mont Lachat (massif du Mont-Blanc)
Pour les articles homonymes, voir Lachat.
Le mont Lachat est une montagne du massif du Mont-Blanc, dans les Alpes.

## Géographie
Le mont Lachat est situé dans le nord-ouest du massif du Mont-Blanc. Il fait partie de la ligne de crête descendant de l'aiguille du Goûter en direction de la confluence entre l'Arve et le Bon Nant. Le sommet culminant à 2 115 mètres est entouré par le col du Mont-Lachat au sud-est et le col de Voza à l'ouest-nord-ouest, dominant au nord la vallée de l'Arve au-dessus des Houches et au sud-ouest le torrent de Bionnassay.
Le sommet est parcouru par un sentier de randonnée faisant l'ascension du mont Blanc. Il est aussi possible de s'y rendre en empruntant le tramway du Mont-Blanc dont la voie passe sur le flanc méridional de la montagne et en descendant un arrêt avant le terminus du Nid-d'Aigle, au niveau du col du mont Lachat.
De 1937 à 2015, les bâtiments d'une soufflerie militaire sont présents au col du Mont-Lachat, juste au sud du sommet, le long des voies du tramway du Mont-Blanc. Désaffectés depuis 1969, ils sont démolis au cours de l'année 2015 car situés dans le périmètre du site classé du mont Blanc.